# Coenotephria
Coenotephria är ett släkte av fjärilar. Coenotephria ingår i familjen mätare.

## Bildgalleri

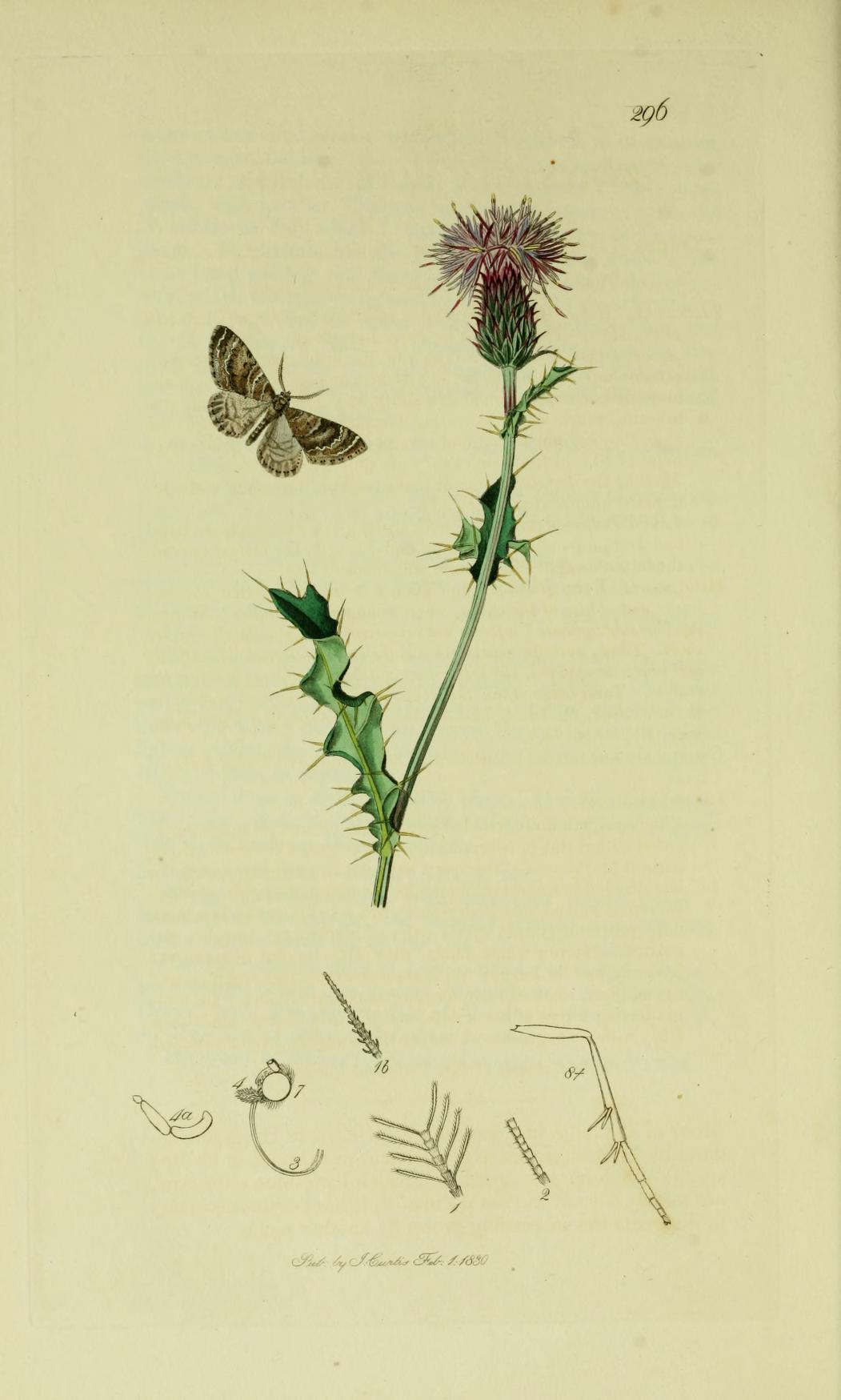
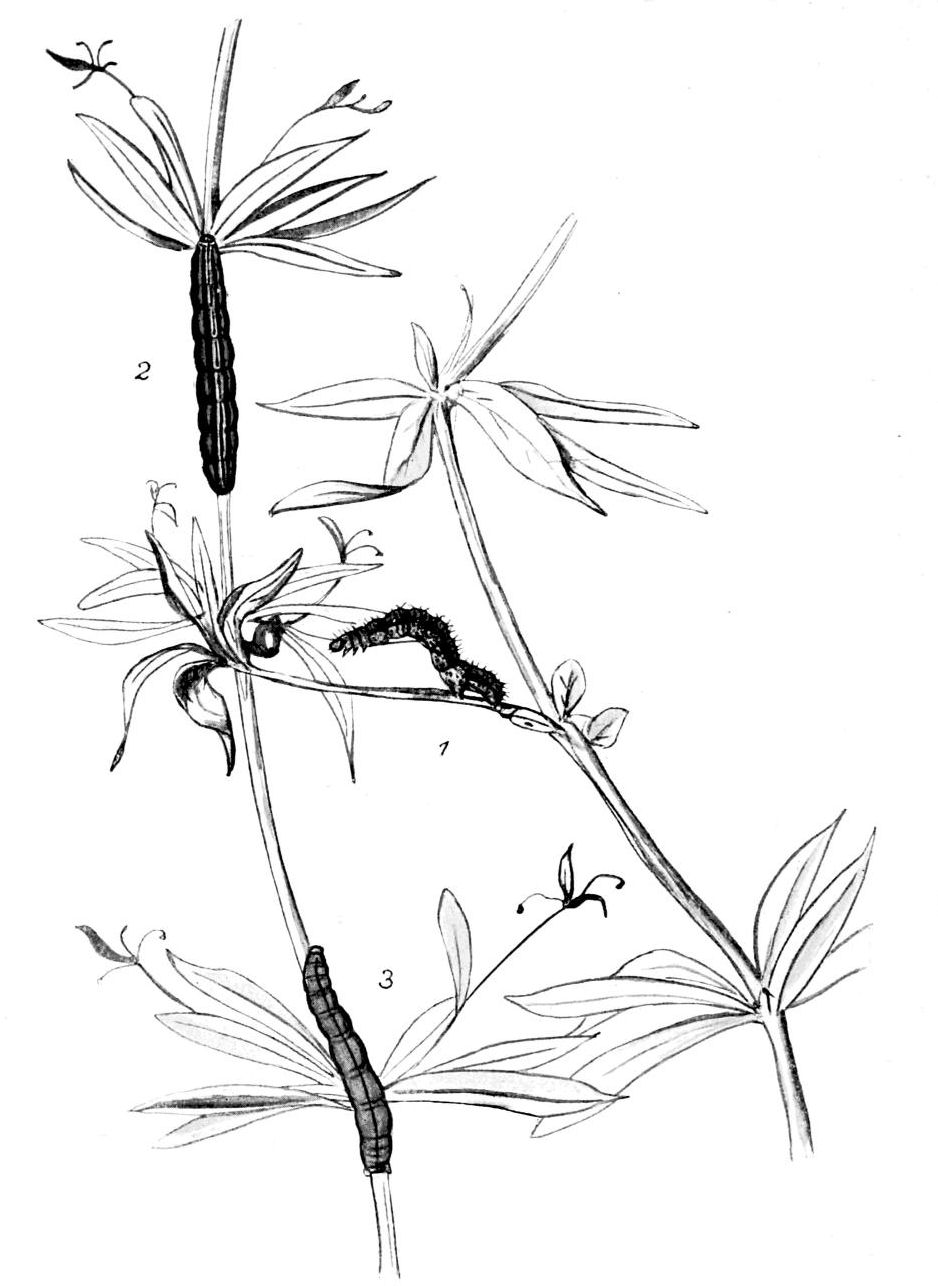
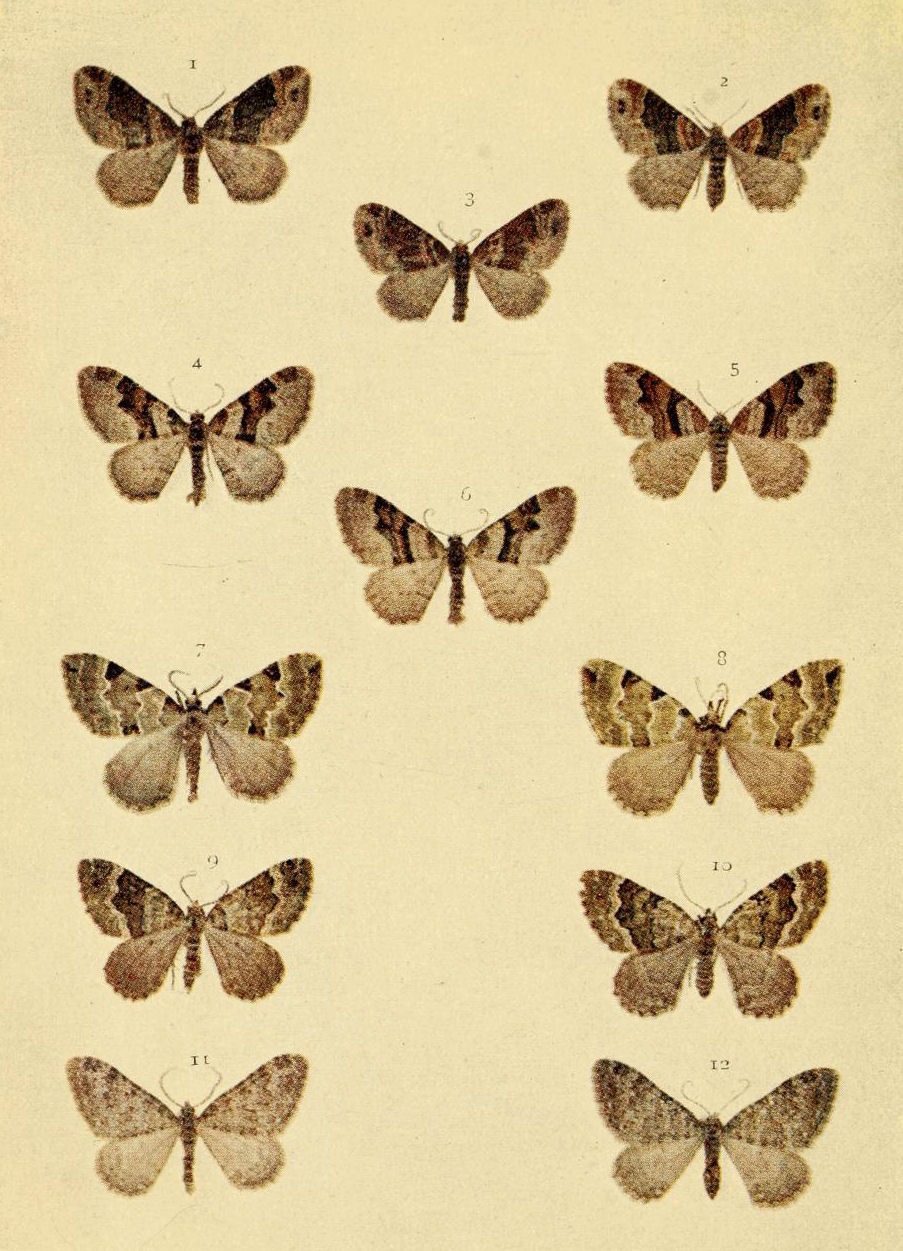
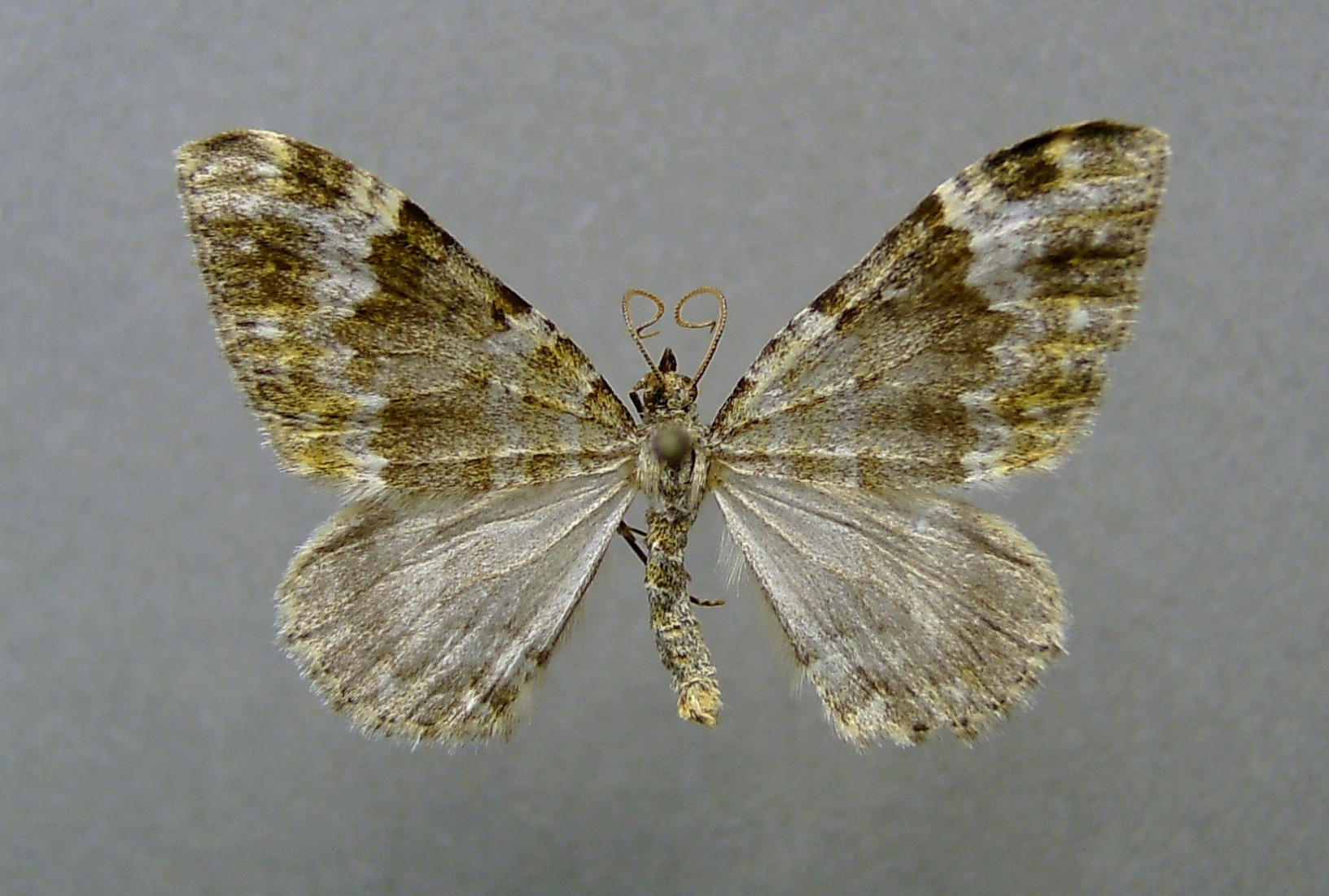

## Dottertaxa tillCoenotephria, i alfabetisk ordning[1]
- Coenotephria abstersaria
- Coenotephria achromaria
- Coenotephria adela
- Coenotephria albicans
- Coenotephria albicoma
- Coenotephria albifascia
- Coenotephria albomarginata
- Coenotephria aleucidia
- Coenotephria alfacariata
- Coenotephria alpicolaria
- Coenotephria ambustaria
- Coenotephria anomala
- Coenotephria apiciata
- Coenotephria apotoma
- Coenotephria approximata
- Coenotephria asaphes
- Coenotephria assimilata
- Coenotephria autumnalis
- Coenotephria avilaria
- Coenotephria balva
- Coenotephria bassiaria
- Coenotephria bellissima
- Coenotephria bifasciata
- Coenotephria bimaculata
- Coenotephria brevifasciata
- Coenotephria calcearia
- Coenotephria casearia
- Coenotephria catenaria
- Coenotephria ceres
- Coenotephria championi
- Coenotephria confusata
- Coenotephria contraria
- Coenotephria convergaria
- Coenotephria corticalis
- Coenotephria costimacularia
- Coenotephria cylon
- Coenotephria cynthia
- Coenotephria decipiata
- Coenotephria decipiens
- Coenotephria deletata
- Coenotephria detritata
- Coenotephria diana
- Coenotephria dubia
- Coenotephria egenata
- Coenotephria emilia
- Coenotephria erebearia
- Coenotephria eteocretica
- Coenotephria euboliaria
- Coenotephria fasciata
- Coenotephria flavistrigata
- Coenotephria flexuosa
- Coenotephria fortificaria
- Coenotephria fortificata
- Coenotephria fuscinata
- Coenotephria fuscofasciata
- Coenotephria fuscovittata
- Coenotephria gallinata
- Coenotephria gentianata
- Coenotephria hispalata
- Coenotephria homophana
- Coenotephria homophoeta
- Coenotephria ibericata
- Coenotephria ignipennis
- Coenotephria impunctata
- Coenotephria incultaria
- Coenotephria intercalata
- Coenotephria interrogata
- Coenotephria interrupta
- Coenotephria judicariae
- Coenotephria juracolaria
- Coenotephria juraphila
- Coenotephria jurassica
- Coenotephria juravolaria
- Coenotephria juvenilata
- Coenotephria khorassana
- Coenotephria kitti
- Coenotephria lamata
- Coenotephria latevittata
- Coenotephria latifoliata
- Coenotephria longipennis
- Coenotephria ludificata
- Coenotephria luna
- Coenotephria macidata
- Coenotephria malvaria
- Coenotephria malvata
- Coenotephria mantelorum
- Coenotephria mathewi
- Coenotephria mediofumata
- Coenotephria metoporina
- Coenotephria microcyma
- Coenotephria misera
- Coenotephria mixtata
- Coenotephria molliculata
- Coenotephria mongoliata
- Coenotephria mutabilis
- Coenotephria nebulata
- Coenotephria neogamata
- Coenotephria nigrofasciata
- Coenotephria numidiata
- Coenotephria obsoletaria
- Coenotephria pallidaria
- Coenotephria parvularia
- Coenotephria pawlitscheki
- Coenotephria perplexaria
- Coenotephria perplexata
- Coenotephria pervagata
- Coenotephria petri
- Coenotephria pirinica
- Coenotephria pistacieti
- Coenotephria plurilineata
- Coenotephria potentillaria
- Coenotephria propagata
- Coenotephria pseudohalia
- Coenotephria pusilla
- Coenotephria rastremata
- Coenotephria reclamata
- Coenotephria reisseri
- Coenotephria rejectaria
- Coenotephria replicata
- Coenotephria reverdini
- Coenotephria revulsaria
- Coenotephria rogata
- Coenotephria rondoui
- Coenotephria rupestrata
- Coenotephria saidabadi
- Coenotephria saxicolata
- Coenotephria senectaria
- Coenotephria senilaria
- Coenotephria strangulata
- Coenotephria subochraria
- Coenotephria sultana
- Coenotephria sustenta
- Coenotephria taczanowskiaria
- Coenotephria tenebrata
- Coenotephria tenuifasciata
- Coenotephria tophaceata
- Coenotephria triciliata
- Coenotephria umbrifera
- Coenotephria uncinata
- Coenotephria unicolor
- Coenotephria uniformis
- Coenotephria vallesaria
- Coenotephria vartianata
- Coenotephria verberata
- Coenotephria viduata
- Coenotephria vogesiaria